# Institut français de Côte d'Ivoire
L'Institut français de Côte d'Ivoire (IFCI) fait partie du réseau mondial des instituts français.

## Historique
Le centre culturel français, devenu Institut français de Côte d’Ivoire (IFCI), a été créé en 1972. De grands noms tels Charles Aznavour, Claude Nougaro, Johnny Hallyday, Miriam Makeba, Manu Dibango, Youssou N’Dour, Salif Keïta, entre autres se sont produits sur la scène de l’Institut français. Asalfo, leader du groupe Magic System, rappelle toujours que c’est ici qu’a débuté son groupe et c’est justement par un de leurs concerts que la salle a symboliquement reçu de nouveau du public, à la fin de 2014, après onze années de fermeture à la suite de la crise de 2003.
L'IFCI en tant qu'organisme a été constitué le 1er janvier 2012, dans le cadre d’une réforme mondiale du réseau culturel et de coopération du ministère français des Affaires étrangères et européennes initiée par la loi du 27 juillet 2010, en remplacement des activités culturelles françaises qui, dans le pays, étaient jusque-là réunies au sein de l'association Culturesfrance.
Cette réorganisation a apporté une meilleure unité et une plus grande simplicité de gestion. Les services de coopération universitaire, éducative, linguistique et culturelle de l’ambassade de France ont ainsi fusionné pour devenir l’Institut français de Côte d'Ivoire. Ils entretiennent des liens étroits avec les consulats honoraires, le consulat général ainsi que les bureaux de l'Alliance française du pays.
Après deux années de travaux de réhabilitation, l’IFCI a été inauguré officiellement le 31 octobre 2016 par les premiers ministres MM. Valls et Kablan Duncan.

## Rôle
L'Institut propose diverses activités culturelles, en plus des cours et classes de français. Ainsi, le centre culturel de l'institut participe à la scène culturelle locale, en créant des évènements à visée nationale, régionale ou locale, selon les projets; l'IFCI participe également à des évènements externes, dans le cadre de la promotion de la culture et des échanges entre la France et la Côte d'Ivoire.
La salle de spectacle de l'IFCI, d'une capacité de 632 places et équipée en sons et lumières de dernière génération, a été la première salle de Côte d'Ivoire équipée de matériel de projection numérique pour le cinéma, grâce à l'appui du CNC. En 2016, 30 851 spectateurs ont assisté aux quelque 147 manifestations culturelles de l'IFCI.
La médiathèque de l'IFCI, avec près de 41 000 ouvrages, est ouverte sur les nouvelles technologies. Elle est considérée comme la première bibliothèque d'Afrique de l'Ouest et compte près de 2 500 abonnés en 2017. Elle propose des « Cafés littéraires » et développe des émissions avec la télévision ivoirienne.
Depuis 2015, l'IFCI propose des cours de français langue étrangère (FLE).
L'espace Campus France, dont le rôle est d'assurer la promotion, l'information et l'orientation des étudiants désireux d'effectuer leurs études en France, a traité 3 380 dossiers en 2016.

## Informations générales
L'IFCI bénéficie d'une médiathèque offrant l'accès à près de 40 000 ouvrages, d'une bibliothèque, d'une salle de spectacle de 600 places, d'espaces internet, de salles de classe dédiées aux cours et aux examens, d'un hall d'exposition et d'un théâtre de verdure pouvant accueillir 250 personnes,.